# وادزم
وادزم (به فرانسوی: Oued Zem)  در مراکش با جمعیت ۸۹٬۹۷۰ نفر است که در شاویه وردیغه واقع شده‌است.